# Pseudagrion serrulatum
Pseudagrion serrulatum là một loài chuồn chuồn kim trong họ Coenagrionidae.
Loài này được xếp vào nhóm loài không bị đe dọa trong sách Đỏ của IUCN năm 2009.
Pseudagrion serrulatum is in 1894 voor het eerst wetenschappelijk beschreven bởi Karsch.